# 邵寨镇
邵寨镇，是中华人民共和国甘肃省平凉市灵台县下辖的一个乡镇级行政单位。

## 行政区划
邵寨镇下辖以下地区：
东坪村、干槐树村、东郭村、三坡村、新民村、吴家什字村、三联村、光辉村、白崖村、东庄村、石坊村、雷家河村和黎家河村。